# 正教会

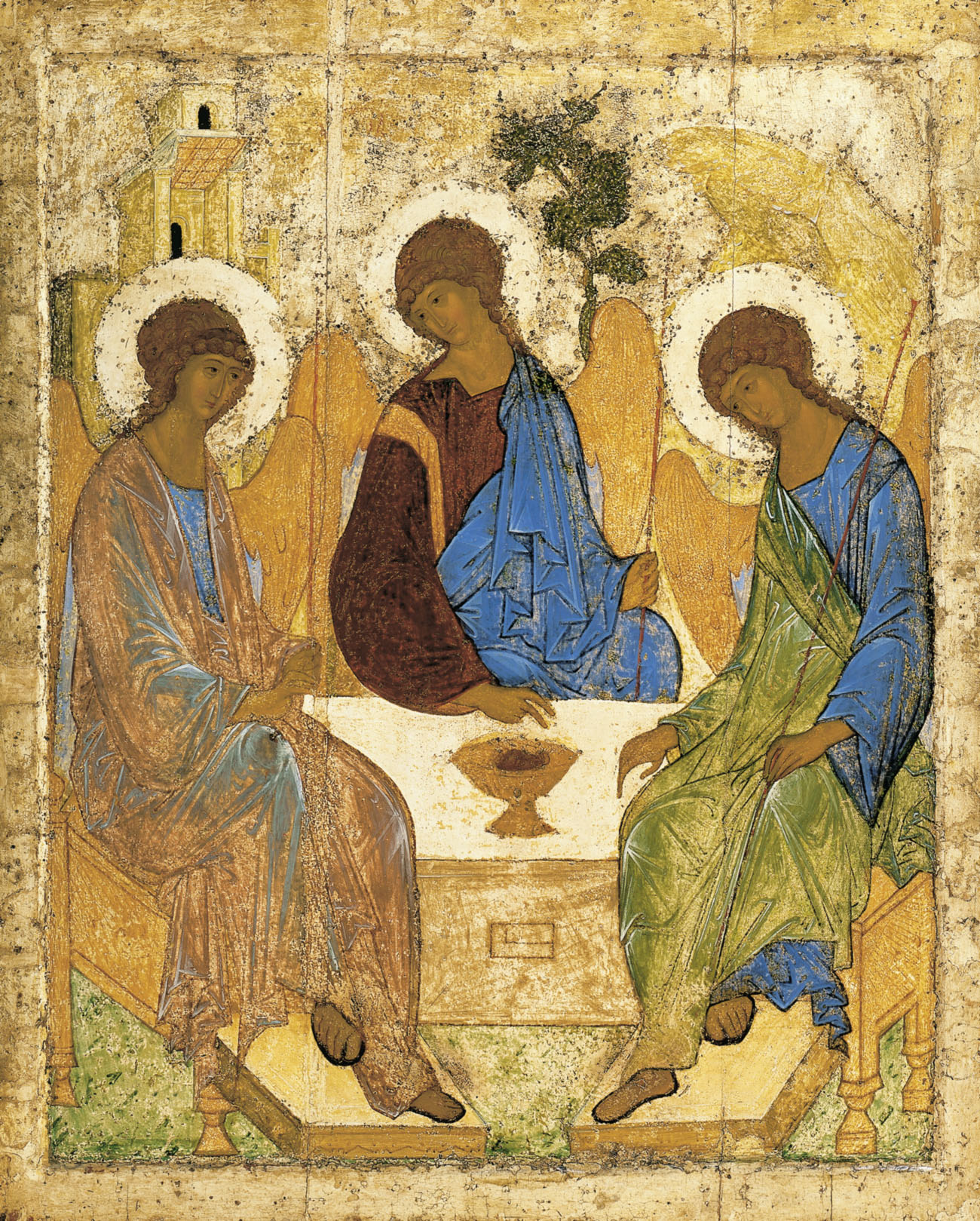
聖アンドレイ・ルブリョフによるイコン『至聖三者』。至聖三者（三位一体の神）そのものは描けないが、至聖三者を象徴する三天使を描いたイコンであるとされる。正教会において、教会は「ハリストス（キリスト）の体」として、また至聖三者の像（イメージ）として、両面から理解される。教会とは何かを考えるのにあたり、正教では至聖三者についての言及は避けられない。

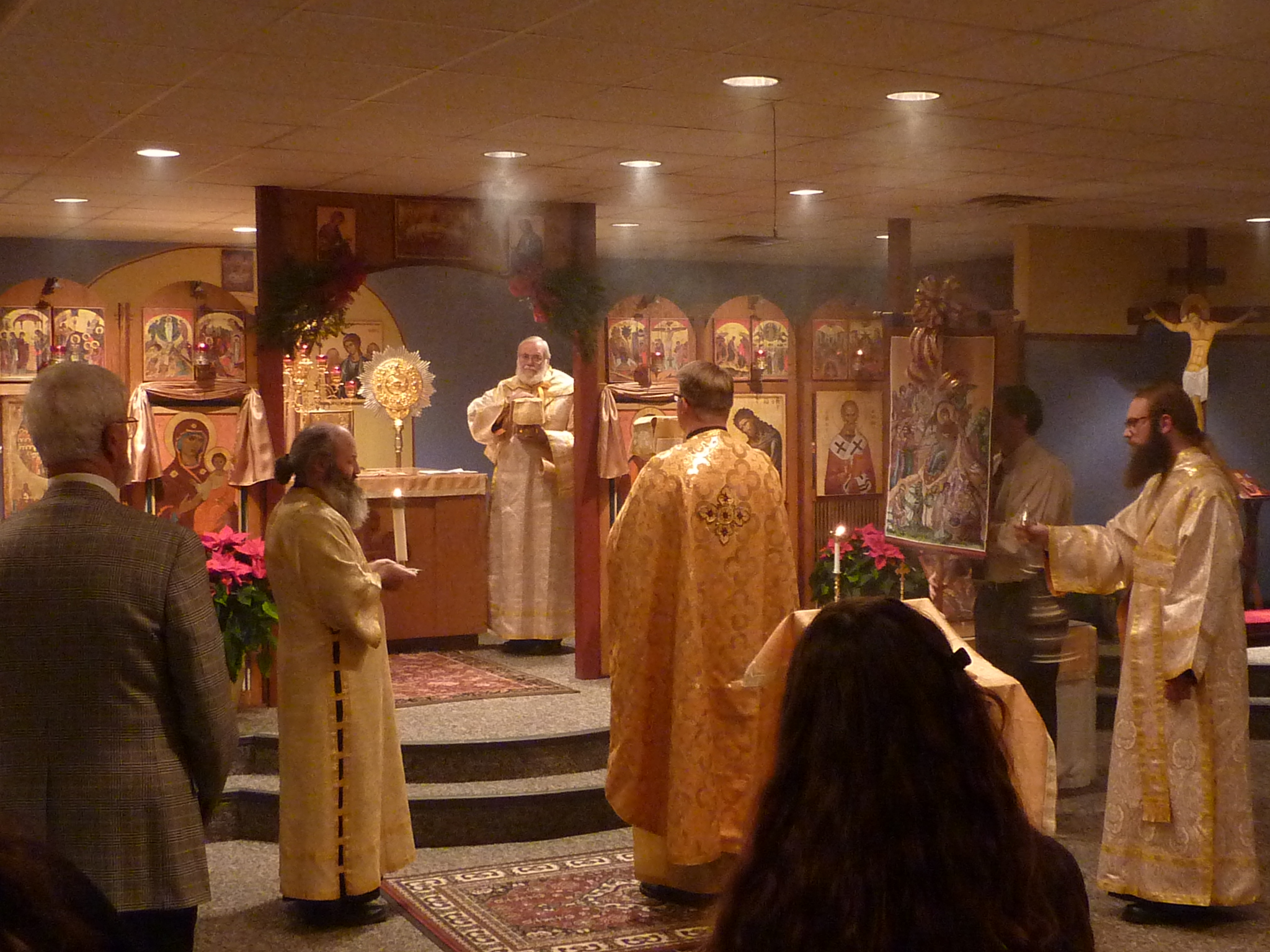
アメリカ合衆国の正教会での聖体礼儀。聖体機密はその重要性から機密の中の機密と呼ばれる。

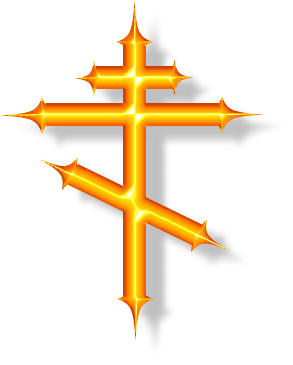
八端十字架。スラヴ系の正教会でよく使われる十字。この十字のみならず、ギリシャ十字やラテン十字などの他の十字も正教会で使われる。

正教会（せいきょうかい、ギリシア語: Ορθόδοξη Εκκλησία、ロシア語: Православие、英語: Orthodox Church）は、ギリシャ正教もしくは東方正教会（とうほうせいきょうかい、Eastern Orthodox Church）とも呼ばれる、キリスト教の教会（教派）の一つ。
日本語の「正教」、英語名の"Orthodox"（オーソドックス）は、「正しい讃美」「正しい教え」を意味するギリシャ語のオルソドクシア "ορθοδοξία" に由来する。正教会は使徒継承を自認し、自身の歴史を1世紀の初代教会にさかのぼるとしている。
なお「東方教会」が正教会を指している場合もある。
例外はあるものの、正教会の組織は国名もしくは地域名を冠した組織を各地に形成するのが基本である。コンスタンティノープル総主教庁、アレクサンドリア総主教庁、アンティオキア総主教庁、エルサレム総主教庁、ロシア正教会、セルビア正教会、ルーマニア正教会、ブルガリア正教会、グルジア正教会、ギリシャ正教会、日本正教会などは個別の組織名であって教会全体の名ではない。いずれの地域別の教会組織も、正教として同じ信仰を有している。教会全体の名はあくまで正教会であり、「ロシア正教に改宗」「ルーマニア正教に改宗」といった表現は誤りである。
なお、アルメニア使徒教会（アルメニア正教会）、シリア正教会、コプト正教会、エチオピア正教会なども同じく「正教会」を名乗りその正統性を自覚しているが、上に述べたギリシャ正教とも呼ばれる正教会とは４世紀頃に分離した別の系統に属する。英語ではこれらの教会は"Oriental Orthodox Church"とも呼ばれる。詳細は非カルケドン派正教会を参照。
東方正教会は、一国家（一民族）、一教会を原則としているが、ウクライナ正教会に関しては1686年からロシア正教会の管轄下にあった。

## 概要

### 正教会を指す対象
正教会とは、東方教会のうち、七つの全地公会議を承認し、ふつう、古代総主教庁のうちローマを除いた4総主教庁、すなわち（ギリシャ正教系の）コンスタンティノープル総主教庁、アレクサンドリア総主教庁、アンティオキア総主教庁、エルサレム総主教庁とキノニア（コミュニオン）関係にある諸教会をいう。

## 沿革・分布

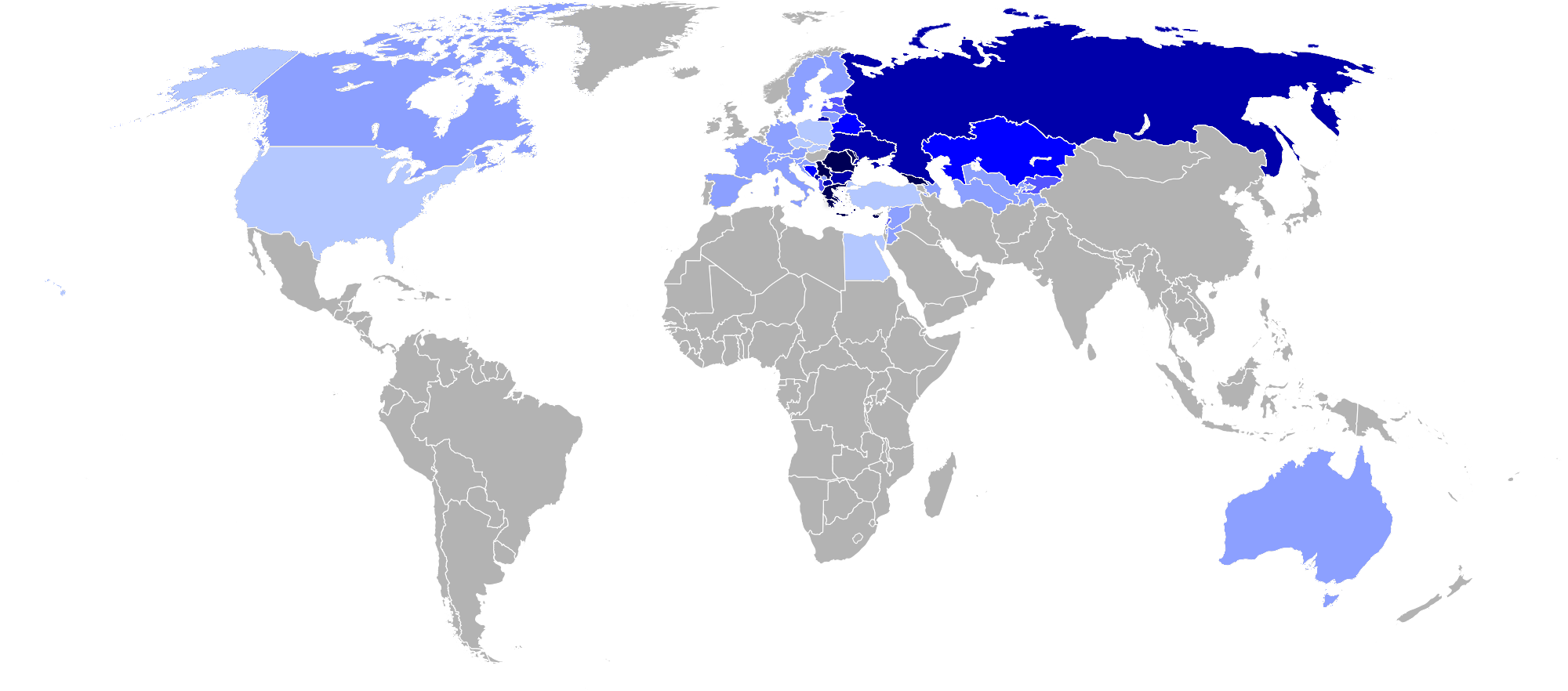
国別：正教徒の分布状況（2012年時点）
主要宗教となっている地域 (75%以上が正教徒)
主要宗教となっている地域 (50% – 75%)
少数派であるが重要な割合 (20% – 50%)
少数派であるが重要な割合 (5% – 20%)
少数派 (1% – 5%)
1%以下の少数派であるが独立正教会の地位を得ているもの

成立期において地中海の沿岸東半分の地域を主な基盤とし、東ローマ帝国の国教として発展したことから「東方正教会」の名もあるが、今日ではギリシャ、東欧において優勢であるのみならず、世界の大陸すべてに信徒が分布する。また、中東にも初代教会から継承される少なくない正教徒のコミュニティが存在する。
20世紀に、正教会が盛んな地域である東欧に成立した共産主義政権の弾圧を受けて大きな人的・物的・精神的被害を受けたが、共産主義政権の崩壊後に各地の正教会は復興しつつある。
日本には亜使徒の称号で後に列聖されたニコライによりロシア正教会から伝道され、日本正教会が成立している。日本正教会では、イエス・キリストを中世ギリシャ語・ロシア語由来の読み方でイイスス・ハリストスと転写したり、"Άγιο Πνεύμα"（アギオ・プネヴマ、聖霊）を聖神と訳したりするなど、用語上、日本の慣例的な表記と異なる点がある。以下、この記事では日本ハリストス正教会で使われている用語を断りなく用いる場合がある。こうした用語については日本正教会の聖書・祈祷書等にみられる独自の翻訳・用語体系を参照。

## 教会

### 全世界の組織

#### 基本構成
正教会は上記4つの古代総主教庁（コンスタンティノープル総主教庁、アレクサンドリア総主教庁、アンティオキア総主教庁、エルサレム総主教庁）のほか、独立正教会、自治正教会の数々で構成されている。
基本的に総主教達は平等である。
各独立正教会・自治正教会の首座主教（総主教・府主教・大主教のいずれかがその任にあたる）は「同格者中の第一人者」として、他の主教達に比べて若干の特権を持って居る。しかし首座主教といえども、他の主教達・主教会議の同意が無ければ独断では行動できない（聖使徒規則34条）。

#### 独立教会・自治教会

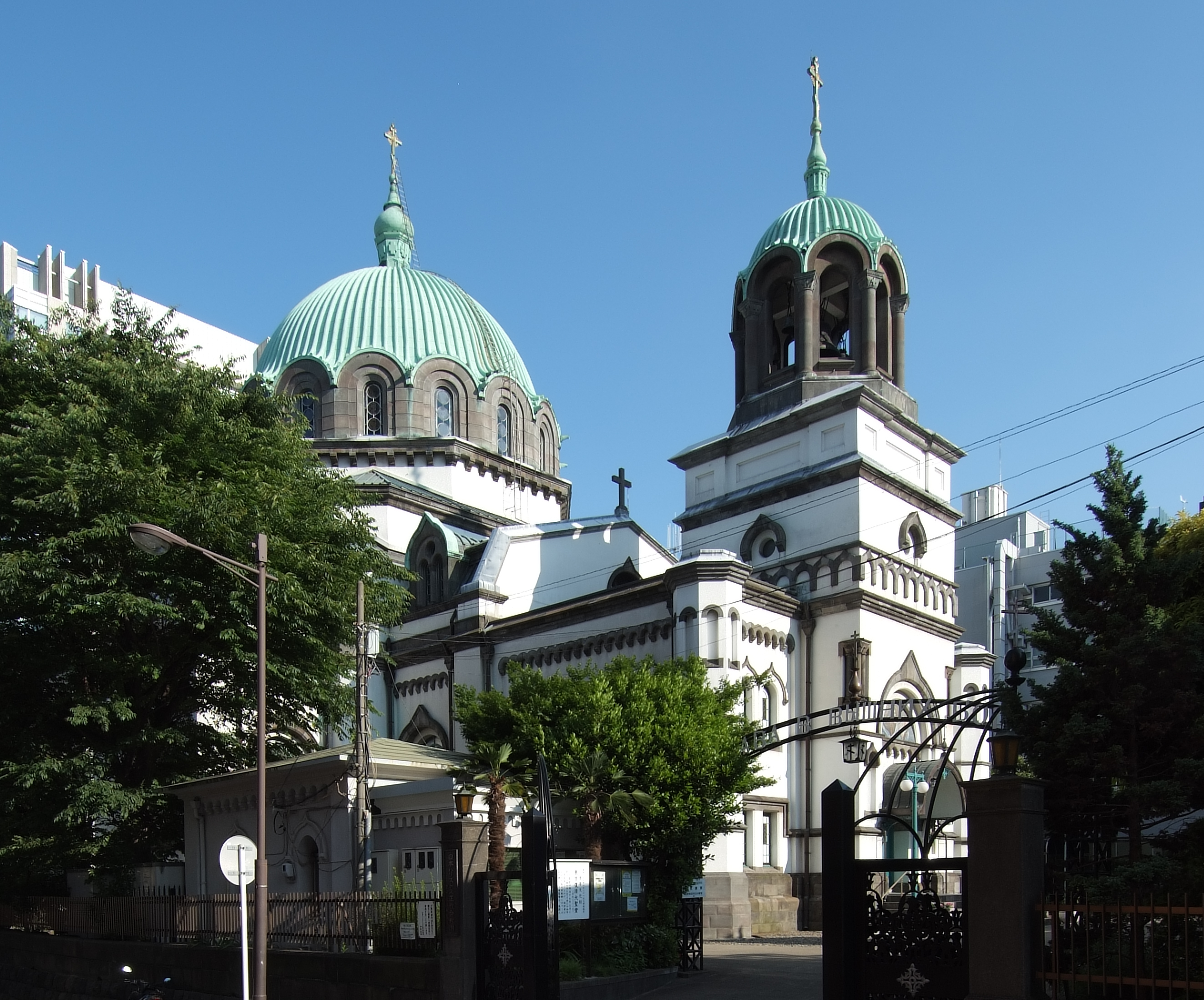
ニコライ堂（日本正教会の首座主教座大聖堂、東京都千代田区）

各独立教会・各自治教会には統括する首座主教が居るが、それぞれの教会組織・首座主教に歴史的な尊敬の度合いの違いはあっても権威の優劣は存在しない。カトリック教会におけるローマ教皇をトップとするような組織構成をとらず、各地域の独立教会・自治教会が、正教信仰と使徒時代以来の教会の姿を分かち合って緩やかに結びつき、正教会としての一致を保っている。
各教会が区別されながら一つに一致しているのは、「区別と一致」である至聖三者（三位一体の神）の姿が教会に映し出されているものと理解される。こうした教会の現状は、歴史上、教会共同体が拡大するにつれ、母体となる母教会から子教会が生まれ出るというプロセスを経て形成された。「母教会」「子教会」「姉妹教会」という表現が使われる。
独立正教会や自治正教会の中には、正教会に複数ある総主教庁からの承認が一部のみにとどまっているものがある。たとえばエストニア使徒正教会やウクライナ正教会は、コンスタンティノープル総主教庁からは自治正教会／独立正教会として承認されているが、モスクワ総主教庁からは承認を得られていない。逆に日本正教会はモスクワ総主教庁からは自治正教会として承認されているが、コンスタンティノープル総主教庁からは自治正教会としては承認を得られていない。ただしこれらの場合、論点になるのは当該教会の地位についてであって、お互いに正教会としては承認し合い、交流も行われている（例：日本正教会の他正教会との交流）。
また、20世紀末からアンティオキア総主教庁およびロシア正教会に自主管理教会という教会組織の種別が設けられている。
これらのほかに、マケドニア正教会、モンテネグロ正教会など、上記の正教会の組織からは承認されていない教会組織がある。これらの教会との交流をどのようにするかについては、それぞれの正教会組織において個別に判断されており、全世界の正教会に共通する統一見解は無い。

## 教義

### 信仰内容の概要

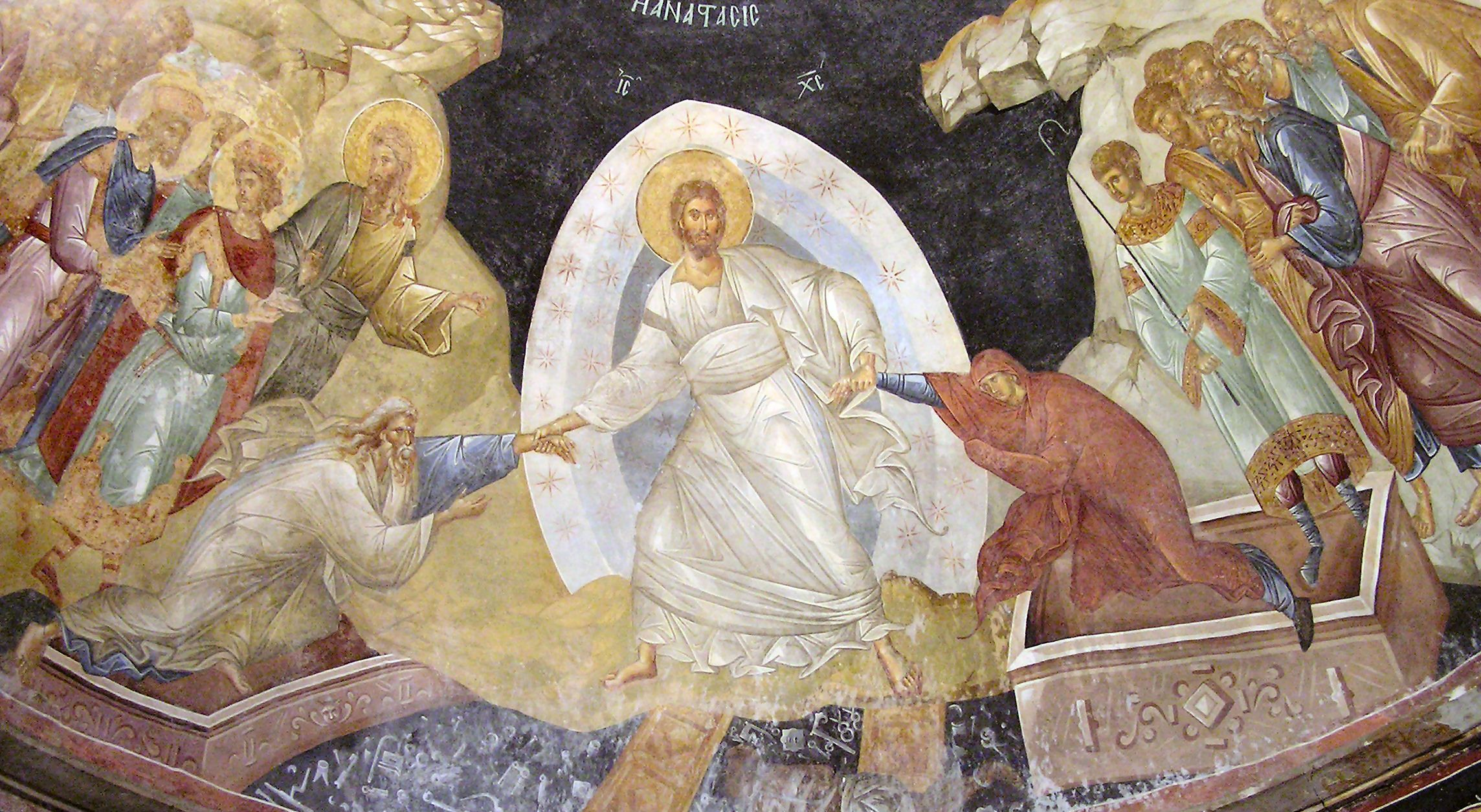
フレスコ画イコン『復活』。現在はカーリエ博物館となっている、ホーラ（コーラ）修道院の聖堂内、湾曲した天井に描かれている。主ハリストス（キリスト）がアダムとエヴァの手を取り、地獄から引き上げる情景を描いたもの。このハリストスの地獄降りのイコンが、正教会においては復活のイコンとして定着している。

正教会は、イイスス・ハリストスの十字架刑による死と復活の証人とされる使徒達の信仰と、使徒達から始まった教会のあり方を唯一正しく受け継いでいると自認している。正教会は、神の啓示を信仰の基盤とし、連綿と受け継がれてきた神による啓示に基づく信仰と教えを、聖伝と呼び、聖伝を伝えていくにあたっては、聖神（聖霊）の導きがあるとする。また正教会においては、キリスト教は復活の福音に他ならないとされる。
正教会における聖伝の本質は、教会を形成していく人々の生きた体験の記憶である。聖書・聖師父の著書・全地公会議の規定・奉神礼（祈祷書・イコン・聖歌なども含む）等は個々別々な現れであり、これらの構成要素を集積しても聖伝全体とはならない。なお正教会において聖書は、聖伝の中核であり、使徒らが残した最も公的な啓示と捉えられている。
正教会においては、信仰は神の存在を認めることにとどまらず、神の慈愛に自らを委ねることであり、行いを伴う信仰が本来の意味における人間の完成を実現し、周囲を明るく照らすものであるとされる。信仰を自分のものとするかしないかは、その人自身の自覚と努力する意志によるとされる。
教会に属する全てのものは機密的で神秘的なものとされる。特に聖体機密は「機密の機密」ないし「教会の機密」と呼ばれ、教会生活の中心と理解される。
正教会が信じている内容を簡単かつ適切な言葉で表していると位置づけられるのが、日本正教会では単に信経（しんけい）と呼ばれるニケヤ・コンスタンチノープル信経である。
「正教はハリストスの復活のいのちそのもの」「いのちは言葉では伝わらないこと」から、正教について言葉で説明し尽くすことは出来ないことが強調される。

### 斎（ものいみ）について

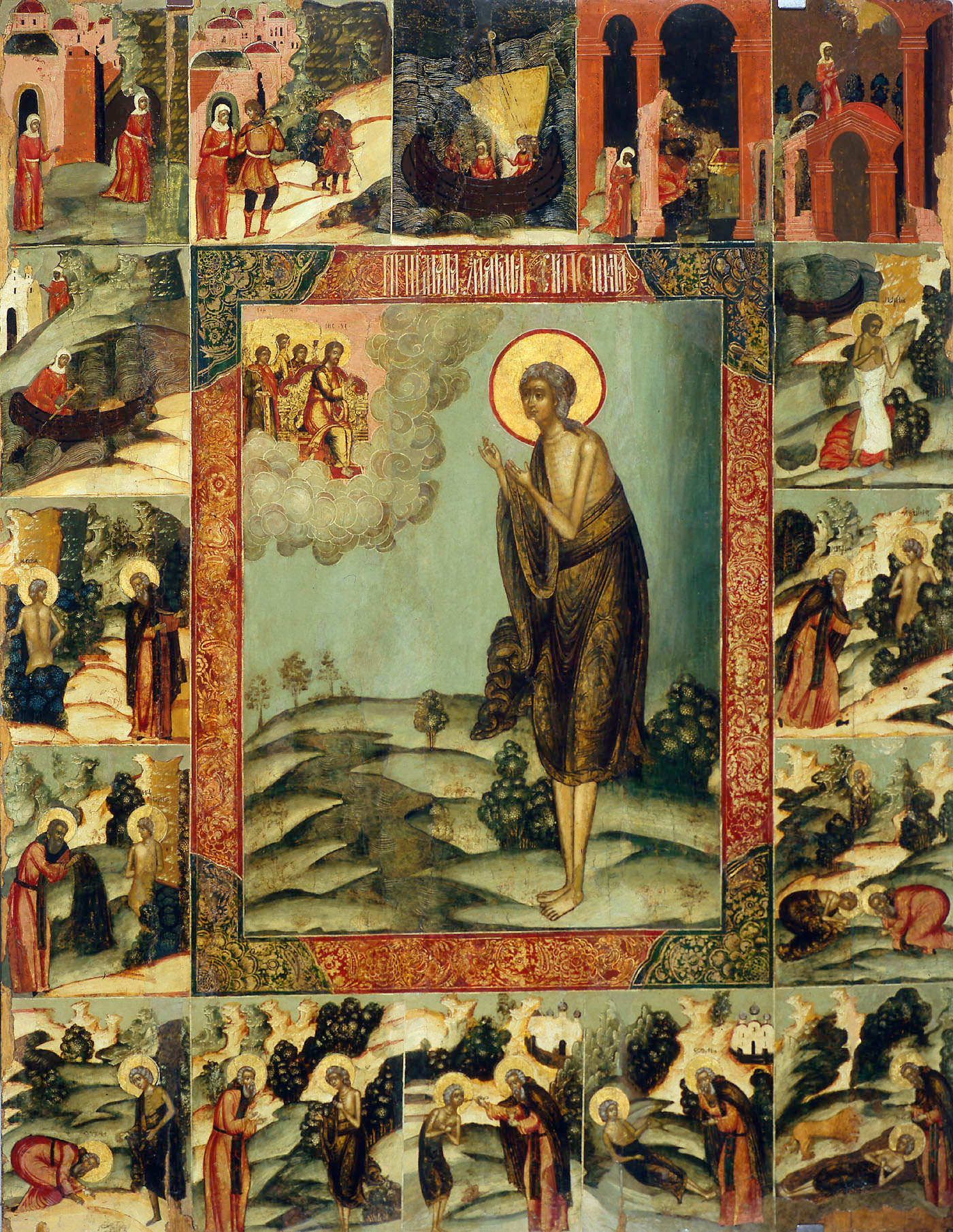
エジプトの聖マリアのイコン。17世紀にロシアで描かれたもの。中心に祈りを奉げるエジプトの聖マリアの姿が描かれ、周囲にその生涯についての伝承内容が左上から順に描かれている。エジプトの聖マリアの伝承には斎についての教えが豊富に含まれ、大斎の第五主日はエジプトのマリアを記憶する。

西方教会では、第二バチカン公会議以降、斎の義務がゆるやかになったが、正教会では今でも食物制限を伴う「斎」が教義上重要な位置を保ち、信者の生活の習慣となっている。
斎は主に食物摂取の規定に言及されるが、斎の期間は他の遊興なども控え、行いを慎み、祈りを増やし、学びの機会を積極的に設け、ハリストス・教会のための働きを増すことが勧められている。「断食」という言葉で斎を限定する事は避けられる傾向がある。
斎についてのキリスト教文書の最古の規定は19世紀にコンスタンティノープル総主教庁図書室で発見された1世紀の文書『ディダケー』（十二使徒の教え）である。斎の習慣は旧約時代から継承されたものであり、古代からごく最近に至るまで、東西を問わず守られていた。
斎は祭と表裏一体をなす。大きな祭には必ず厳格な斎がその前に義務付けられる。正教徒の生活は斎と祭によってリズムをつけられているといえる。

#### 斎の種類
斎の規定は食品を以下のように分類する。
- 肉
- 魚
- 乾酪類：卵およびすべての乳製品
- ぶどう酒とオリーブ油
- その他の食品

斎は程度に応じてこれらの食品を禁止または許可するものである。
もっとも厳格な斎は、肉、魚、乾酪、酒、オリーブ油を禁食するものである。明示的に禁止されているのはぶどう酒であるが、他の酒類も避けるのが通例である。これに対して、オリーブ油以外を避けなければいけないかどうかは、論者により分かれる。
最も厳格な斎は次の時になされる。
- 斎解禁時を除く、水曜日と金曜日
- 降誕祭前日
- 神現祭前日
- 大斎・復活祭前、赦罪の主日の晩課後より復活祭までの期間の平日。西方教会の四旬節に相当。ただし生神女福音祭のときを除く。

これに対して、祭および他の定められた時節には、斎が解かれる。
- 光明週間（復活大祭につづく週） この期間はむしろ斎が「禁止」されている。
- 税吏とファリセイの主日につづく週（不禁食週間）
- 降誕祭後の一定期間

また大斎中の主日には酒とオリーブ油、生神女福音祭が大斎期間にある場合には加えて魚が許される。
なお一般信徒の間では斎の際にも魚食は許される事が多い。上記の斎規定はあくまで標準的な修道院のものであり、一般信徒に対してはこれらに比べて比較的緩やかな斎が勧められるのが常である。しかしどの程度の斎・食物規定が信徒に勧められるかは地域・教区によって差があり、一概には言えない。

#### 斎の期間
もっとも期間の長い斎は大斎である。土日を除く8週間、合計四十日が最も厳しい斎に充てられる。詳細は大斎の項を参照。
これに対して短い斎は、水・金曜日および定められた祭の前の一日の斎である。領聖前の禁食を斎とみなすならば、半日に満たない斎期間もあるといえる。
これらの中間に
- 聖使徒の斎（聖神降誕祭の8日後の月曜日からペトル・パウェル祭の前日まで)[27]
- 生神女就寝祭の斎（生神女就寝祭まで）
- フィリップの斎（使徒フィリップの記憶日から降誕祭まで）

などの比較的長期にわたる斎がある。

## 総主教
コンスタンティノープル総主教は全地総主教とのタイトルを保持し、「対等な者達（主教達）における第一人者」（First among Equals）と呼ばれ敬意を表されるが、総主教達は基本的に全て平等である。
正教会の総主教達（総主教同士は基本的に対等）
- コンスタンティノープル総主教
ヴァルソロメオス1世
- アレクサンドリア総主教
セオドロス2世
- アンティオキア総主教
イオアン10世
- エルサレム総主教
セオフィロス3世
- モスクワ総主教
キリル1世
- グルジア総主教
イリア2世
- ルーマニア総主教
ダニエル
- ブルガリア総主教
ネオフィト

## 正教を国教とする国家
正教を国教とする国家としてはギリシャ（ギリシャ正教会）、フィンランド（フィンランド正教会）、キプロス（キプロス正教会）が挙げられる。ロシアにおいてはロシア正教会が最大多数を占めるが、国教とは定められていない。

## 名称・別称

### 東方正教会
東方正教会という別称は、西方教会（ローマ・カトリック、聖公会、プロテスタントほか）に対置される語である。両者は11世紀頃に分立した。東方教会という名称は多く西方で使われる語であり、正教会自身は、たんに「正教」ないし「正教会」の語を好んで用いる。これは「正教」が「正しい教え」であるため、それ以上の限定を必要としないという発想に基づいているほか、現在は正教会の伝道範囲が東方に限定されていないという現状も反映されている半面、日本語では東方正教との区別がつきにくくなるというプラクティカルな問題もある（英語では"eastern"と"oriental"ではっきり区別される）。また自称としては「正教徒」が多く使われる。

### ギリシャ正教
英語ではギリシャで発祥した教会という意味で Greek Orthodox Church ともいい、これにあわせて日本では正教会を指してギリシャ正教と呼ぶことも多い。これはギリシア語圏に正教会の中心があったことから誤用とはいいがたく、日本ハリストス正教会関係者のなかにも、ギリシャ正教の語を用いる者がいる。なおギリシャ正教会と呼ぶこともあるが、これは近代に設置された、ギリシャ共和国を主として管轄するギリシャ正教会（ギリシャ共和国の正教会）(Church of Greece) を指す名称でもある。

### その他
「ロシア正教」が教派名として使われる事がままあるがこれは誤りである。「ロシア正教」は教派名ではなく組織名であり、その教義は他の正教会組織であるグルジア正教会、ブルガリア正教会、セルビア正教会、ギリシャ正教会、ルーマニア正教会、日本正教会などと完全に同様である。また、グルジア正教会は5世紀、ブルガリア正教会は10世紀、セルビア正教会は13世紀に独立正教会として承認されているが（ただしいずれも後代、一時的に地位喪失の期間があった）、ロシア正教会は独立正教会としての地位を母教会から承認されたのは16世紀に入ってからであり、相対的には新しい組織であるという点に鑑みても、「ロシア正教」は教派の別名として用いるのは適切でない。
正教会と頻繁に比較される別教派としてローマ・カトリック教会があるが、「オーソドクス」（正しい讃美）と「カトリック」（普遍）は元来、対立概念ではなく、違う文脈から教会の性質を述べるものである（後述）。正教会もまた信経にある通りに、「一つの聖にして『公なる』（カトリケー）使徒の教会」であることを任じており、教会の普遍性（カトリコス）を深く自覚しているが、自教会の名称としては「オーソドクス」を名乗っている。

## 教会とは何か（教会論・聖職者）

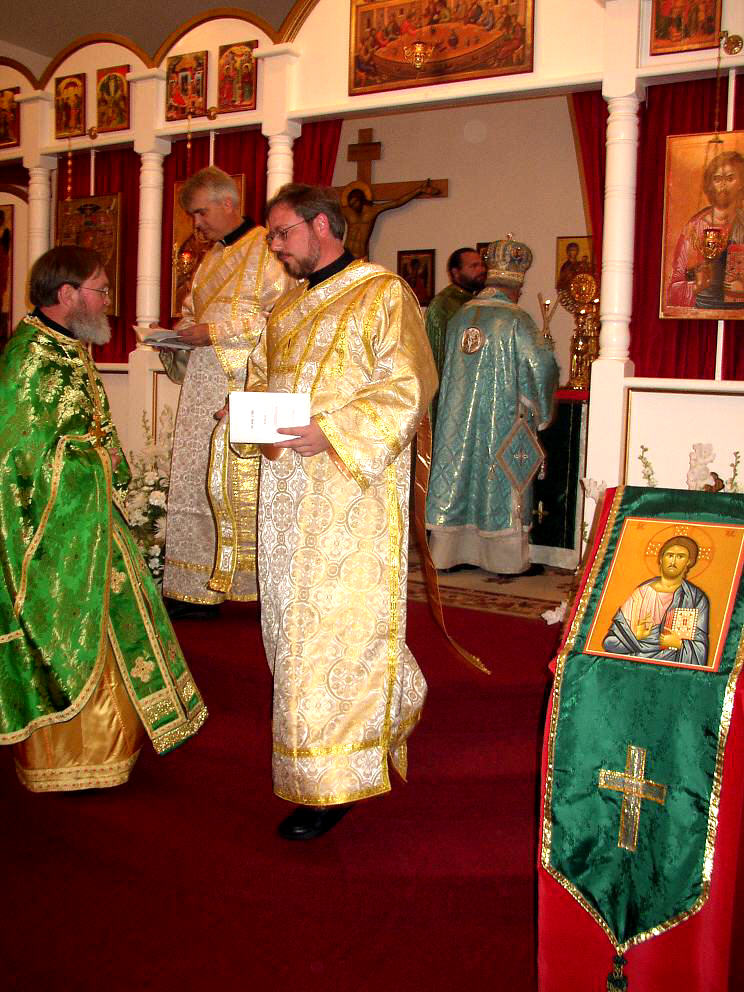
諸神品による奉神礼の光景。イコノスタシスの向こう側の至聖所の宝座手前で水色の祭服を着用し、宝冠を被って奉事に当たっているのが主教。左手前に大きく写っている濃い緑色の祭服を着用した人物と、至聖所の奥に小さく写っている人物が司祭。白地に金色の刺繍を施された祭服を着ている二人が輔祭である。正教会では祭日ごとに祭服の色を統一して用いるのが一般的であり、このように諸神品が別々の色の祭服を用いるケースはそれほど多くは無い。また、祭服をこのように完装するのは写真撮影などの特別な場合を除いて奉神礼の場面に限られている。

### 基本
正教会における教会論（教会とは何か）においては、教会はハリストス（キリスト）の体であり、至聖三者（三位一体の神）の像であると理解され、教会の首（かしら）はハリストスであるとされる。

### 「聖にして公なる使徒の教会」
正教会は信経において「聖にして公なる使徒の教会」とされる。
教会は聖なるハリストスの体であり、至聖三者（三位一体の神）の像であり、聖なる神との交わりの中にあるため、聖であると理解される。
「公なる」（カトリック、ギリシア語: καθολικός カソリコス, 英語: Catholic）については、地理的な広がりといった外的なものとしてのみ理解されるべきではなく（地理的に拡大する以前から教会は「公なる」ものであったと理解される）、質的な面からも理解されなければならない。「公なる教会」は正教において、充分であり、完全であり、全てを包括し、欠落が無いことを意味する。
「使徒の」については、正教会が自教会を、使徒達の信仰と、使徒達から始まった教会のありかたを、唯一正しく受け継いできた教会であるとすることを意味する。また、「ハリストスの体（聖体血）を中心にした奉神礼共同体」としても自教会を捉え、ビザンティン時代に現在のかたちがほぼ確立した奉神礼（礼拝）には、ハリストスと使徒達によって行われた礼拝のかたちと霊性が保たれているとする。

### 聖体礼儀
パンとブドウ酒をハリストス（キリスト）の体と血として食べる感謝の祭儀（聖体礼儀）は、正教会においてキリスト教の伝統の神髄とされる。教会共同体の中心にはこの感謝の祭儀（聖体礼儀）があるとし、この「聖体血を食べる」ことを通じて、信者がハリストス・神と一つとなり、互いが一つとなり、ハリストスが集めた「新たなる神の民の集い・教会」が確かめられるとする。

### 神品（聖職者）
正教会における聖職者は神品（しんぴん）という。
教会という共同体が拡大するにつれて使徒達が自身に代わるものとして共同体の中心に置いた者は主教であり、現代の正教会にみられる主教はこれの継承者であり、主教達のまとめ役として総主教、府主教、大主教がいる。
主教の輔佐役として司祭・輔祭がいる。司祭は主教区に属する管轄区において奉神礼を司祷し、説教、相談等の職務にあたる。輔祭は聖体礼儀や教会の他の職務に際し、また他の教会における働きに際し、主教・司祭の輔佐を行う。輔祭、司祭、主教の順に叙聖されていくが、司祭と輔祭は輔祭叙聖前であれば妻帯できる（主教は修道士から選ばれるため独身である）。

## 聖伝
正教会において、聖伝（ギリシア語: Ιερά Παράδοση, ロシア語: Священное Предание, ルーマニア語: Sfânta Tradiție, 英語: Holy Tradition）とは神の民（すなわち正教会、正教徒）の生活そのものである。聖イウスチン・ポポヴィッチは、聖伝について「ハリストスにあっての生活＝至聖三者（三位一体の神）にあっての生活、ハリストスにあっての成長＝至聖三者にあっての成長」とまとめている。
聖伝は継続し、教会が聖神の導きを受けて生き続けるゆえに、成長し、発展する。セルゲイ・ブルガーコフによれば、「聖伝は今も以前より小さくなることなく恒に続き、私たちは聖伝の中に生き、聖伝を実行する。」。
聖伝の内容には、具体的には聖書、聖使徒・衆聖人・致命者・聖師父達によるの著述や教え及び行動、奉神礼、初代教会の伝承、全地公会議の確認事項などが挙げられるが、聖伝は全てがこれらの具体的な諸事物に還元できるものではない。聖伝は単なる伝達事項や情報を超えている。聖伝は神について私たちに教え神の知識を教えるが、実際に聖伝の生活に入るとはどのような事なのかを理解するのには、神との交わり（キノニア）の直接的体験が必要であるとされる。

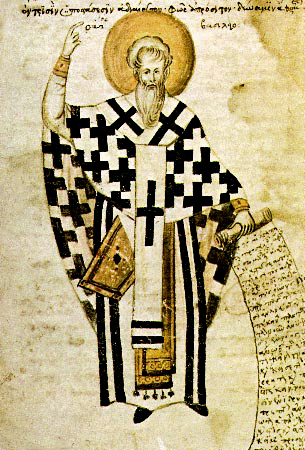
聖大ワシリイ（バシレイオス）を画いた細密画（15世紀・アトス山）

聖大ワシリイ（バシレイオス）による上記の記述は、教会の聖伝について真の「実存的な」面を示している。正教会において聖伝は、固定された教義でもなければ、画一的な奉神礼の実践でもない。確かに聖伝には教理や奉神礼の定式が含まれるが、それらを超えて教会の日常生活を通して体験される、イイスス・ハリストスの恩寵と、神父（かみちち・父なる神）の仁愛、聖神の交親（コリンフ後書13:13）を通しての神の民の変容があるとされる。
教会にある全てのものが聖伝とされるわけではない。神の国とは本質的には関係がなく、一部の地域でのみ習慣的に行われているものもある。教会の中にあるものが聖伝かそうでないかは、「使徒時代に遡るものか（聖書に基礎づけられているか）」「全ての教会に受け入れられ聖師父によって教えられているか」などによって判断される。なお、全ての聖師父による著述が同等の権威を有するわけではなく、特に重要と判断されるものとそうでないものとがある。

## 分類
- 正教会（ギリシャ正教、東方正教会） — 正教会の洗礼・聖体機密（聖体礼儀）を含む機密（秘蹟）は全ての正教会で有効。「ルーマニア正教会」「ロシア正教会」は組織名であり、一組織を信仰するかのような「ロシア正教を信仰する」「グルジア正教を信仰する」といった表現は誤りである。
  - 独立正教会（一部からの承認のみのものを含む）
    - アメリカ正教会
    - アルバニア正教会
    - アレクサンドリア教会（アレクサンドリア総主教庁）
    - アンティオキア教会（アンティオキア総主教庁）
    - ウクライナ正教会 (2018年設立)
    - エルサレム教会（エルサレム総主教庁）
    - キプロス正教会
    - ギリシャ正教会
    - グルジア正教会
    - コンスタンティヌーポリ教会（コンスタンティヌーポリ全地総主教庁）
    - セルビア正教会
    - チェコスロバキア正教会
    - ブルガリア正教会
    - ポーランド正教会
    - マケドニア正教会　一部のみその地位を承認。
    - ルーマニア正教会
    - ロシア正教会

  - 自治正教会（一部の承認のものも含む）
    - エストニア使徒正教会 — 一部のみその地位を承認。承認していない教会からは一教区扱い。
    - シナイ正教会
    - 正統オフリド大主教区 — 一部のみその地位を承認。承認していない教会からは一教区扱い。
    - 中国正教会 — 一部のみその地位を承認。承認していない教会からは一教区扱い。
    - 日本ハリストス正教会 — 一部のみその地位を承認。承認していない教会からは一教区扱い。
    - フィンランド正教会

  - 自主管理教会
    - アンティオキア正教会北米大主教区
    - ウクライナ正教会 (モスクワ総主教庁系)
    - エストニア正教会 — ロシア正教会の自主管理教会。
    - 在外ロシア正教会
    - モルドバ正教会
    - ラトビア正教会
    - 他